# David Sibree
David Sibree fut, pendant la Seconde Guerre mondiale, un agent du service secret britannique Special Operations Executive.
Situation militaire : SOE, section F, General List ; grade : lieutenant ; matricule : 282425.

## Éléments biographiques
David Whytehead Sibree naît à Hull, Yorkshire.
Hugh Dormer, qui a conduit l’équipe SCULLION chargée d'attaquer l'usine des Télots, n'a pas abouti. Il entreprend une deuxième tentative.
David Sibree participe au raid SCULLION 2, avec pour nom de guerre « Morand ». Il est parachuté dans la nuit du 16 au 17 août 1943 avec cinq camarades. L’équipe est réceptionnée par George Demand, le septième membre, parachuté quatre jours plus tôt pour préparer le terrain.
Cette fois, ils parviennent à agir, dans la nuit du 20 au 21 août, et à placer des charges explosives en plusieurs endroits de l'usine. Le sabotage perturbe la production de la raffinerie de pétrole pour un certain temps.
Sur le chemin du retour, David Sibree est arrêté.
Il est exécuté en captivité à Flossenbürg, le 29 mars 1945.

## Reconnaissance

### Distinctions
Les sources ne mentionnent aucune distinction.

### Monuments
- En tant que l'un des 104 agents du SOE section F morts pour la France, David Sibree est honoré au mémorial de Valençay (Indre).
- Brookwood Memorial, Surrey, panneau 22, colonne 1.
- Musée du camp de Flossenbürg : une plaque, inaugurée le 22 juillet 2007, rend hommage à David Sibree parmi quinze agents du SOE exécutés.